# Zenith (годинники)
Zenith — виробник годинників класу «люкс» . Компанія була заснована у 1865 році Жоржем Фавр-Жаком у віці 22 років, у містечку Ле-Локль, кантон Невшатель, Швейцарія.  Zenith був придбаний французькою компанією-виробником предметів розкоші LVMH у листопаді 1999 року та став одним із декількох брендів-виробників годинників та ювелірних виробів, до якого входять TAG Heuer та Hublot. Компанія Zenith досі виробляє власні годинникові механізми.
Сьогодні генеральним директором компанії є Жульєн Торнаре, що зайняв посаду CEO після Жана-Клода Бівера (тимчасового генерального директора) від 2017 року. Перед цим посаду CEO компанії займав Альдо Магада, що у 2014 році замінив Жана-Фредеріка Дюфура.

## Колекції
На даний момент, у Zenith є такі колекції:
- Defy («майбутнє традицій»)
- Chronomaster («ікона, яку носять на зап'ясті»)
- Elite («вічна елегантність від Zenith»)
- Пілот («прямуючи в далекі горизонти»)

### Фотогалерея

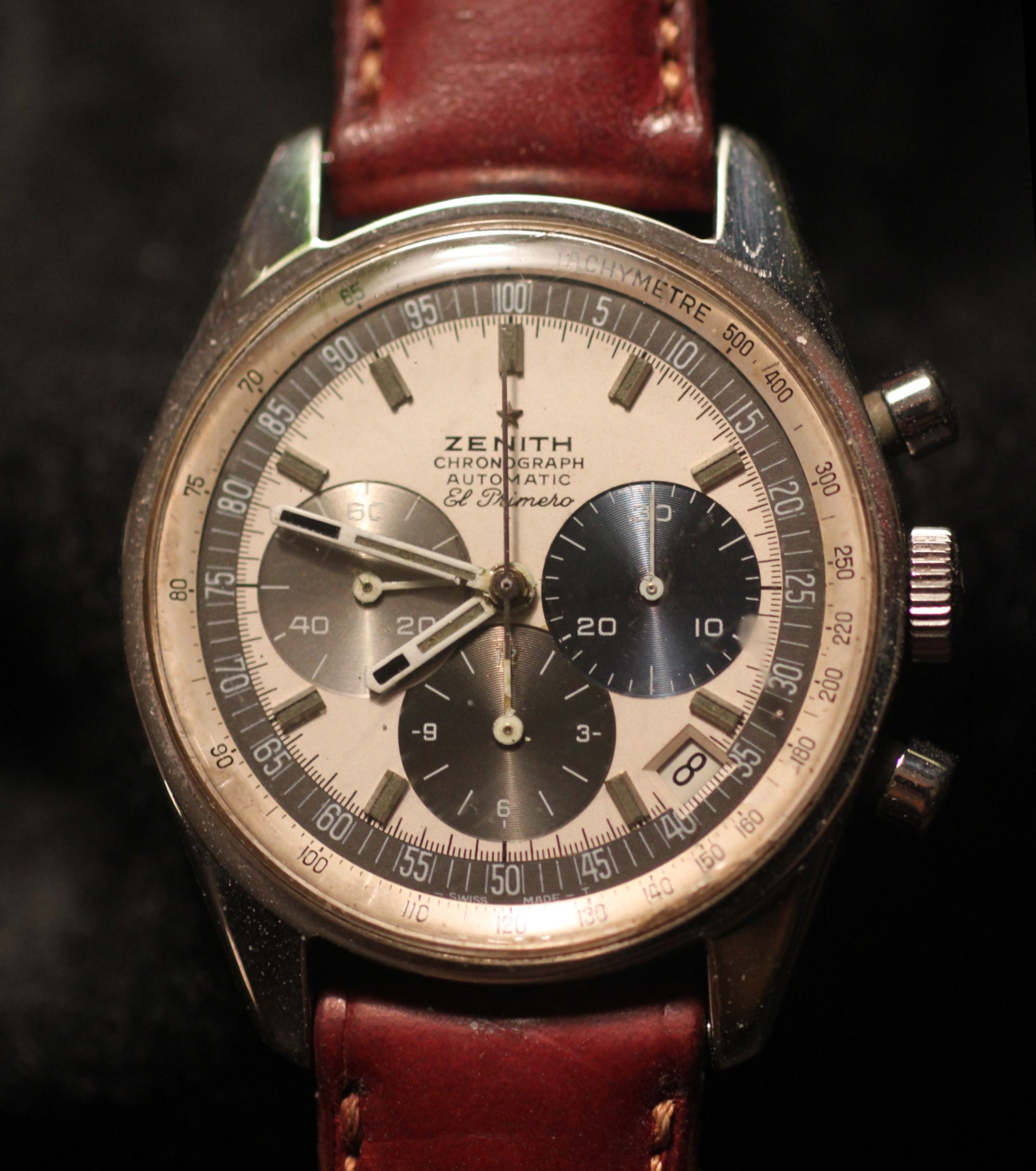
Хронограф El Primero, перша версія 1970 року
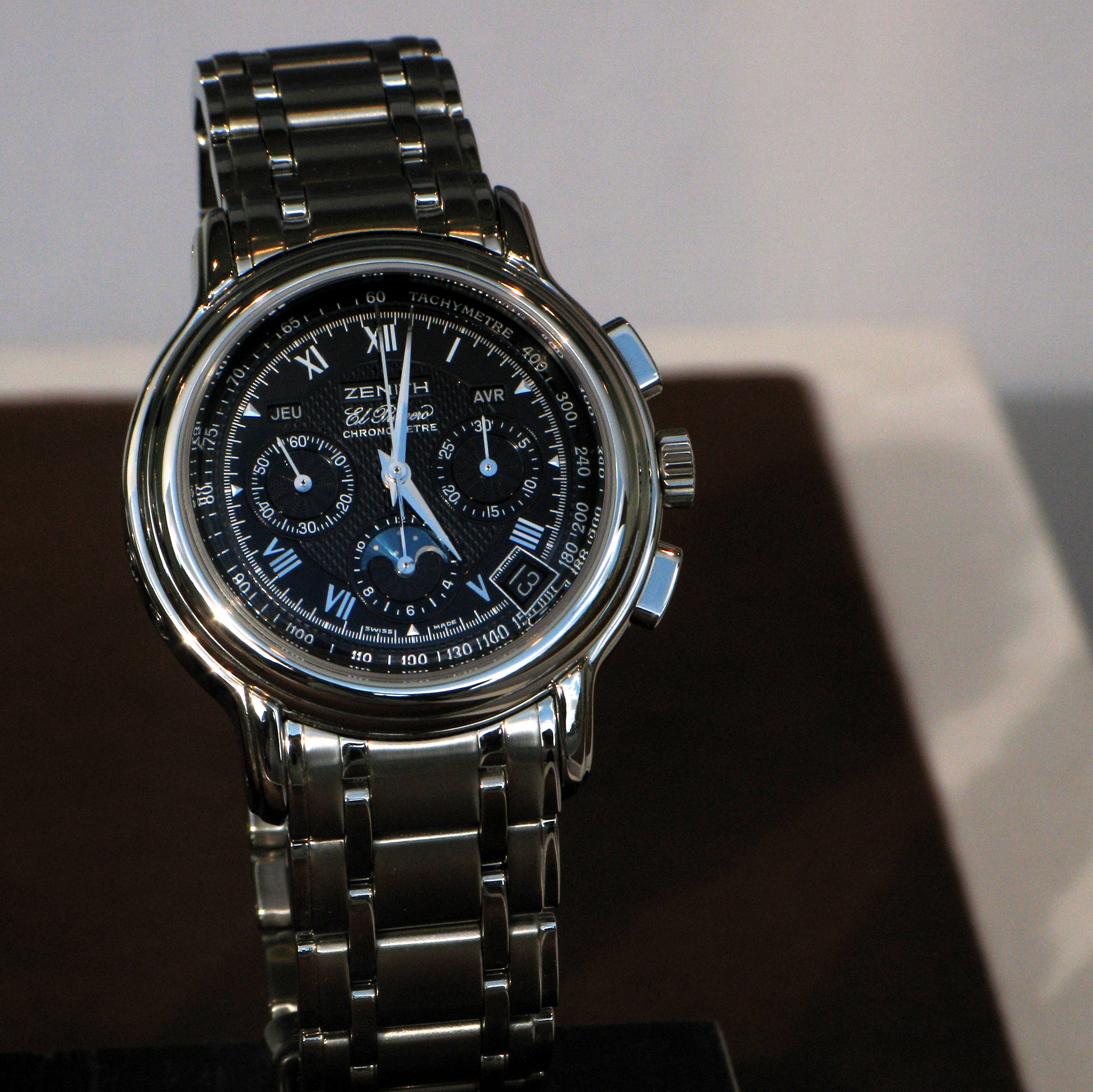
Zenith El Primero
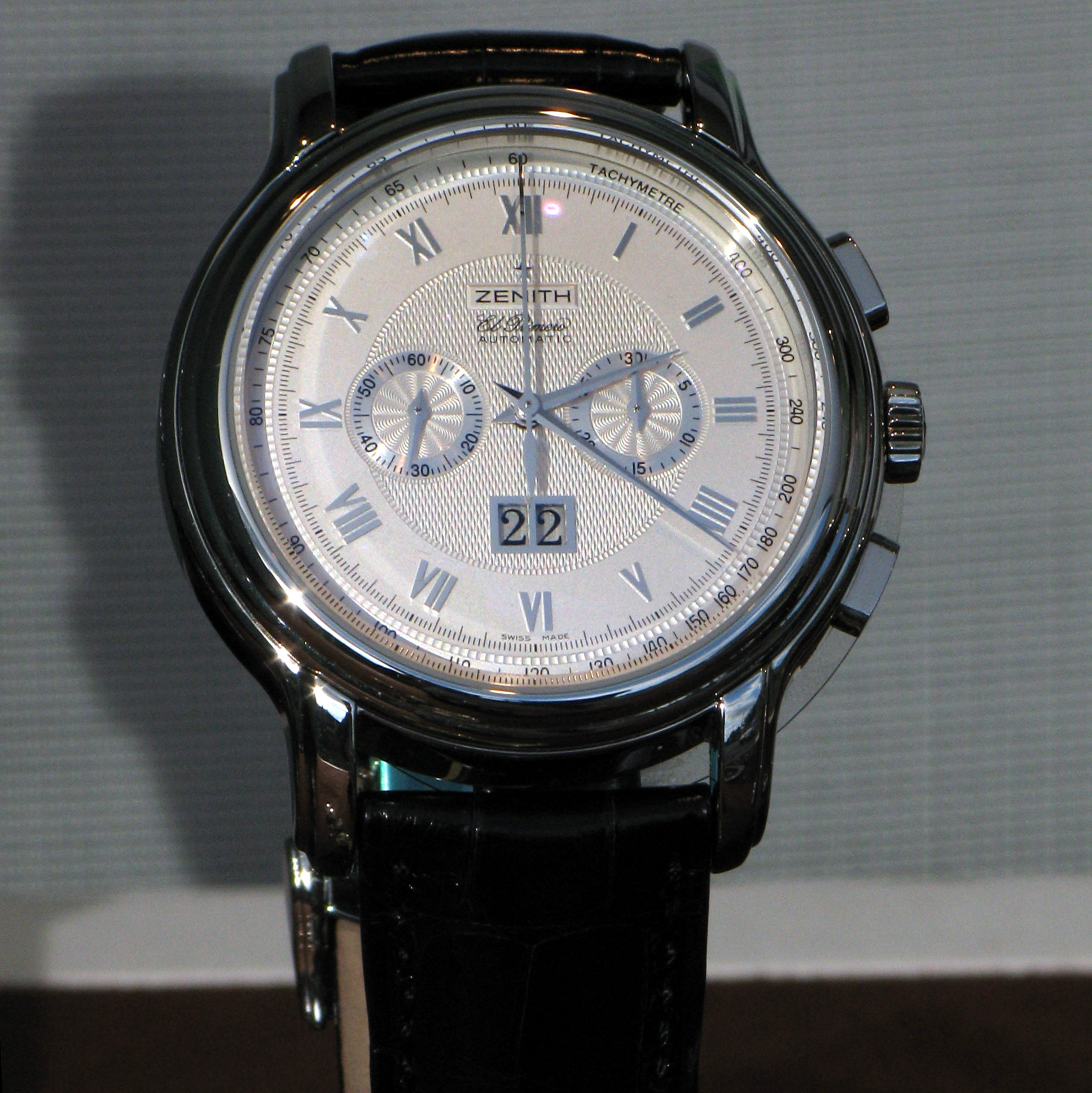
Zenith El Primero
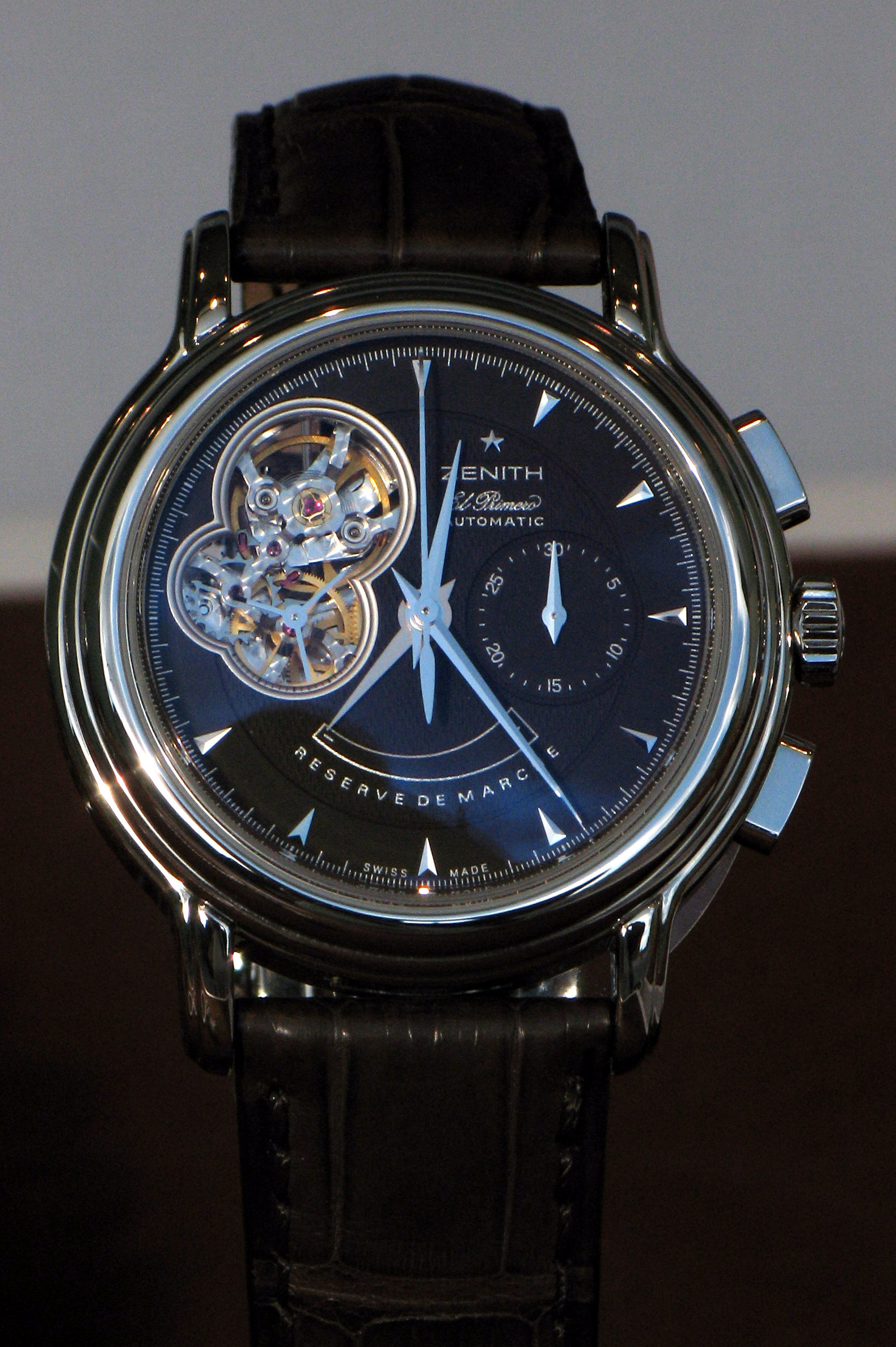
Zenith El Primero
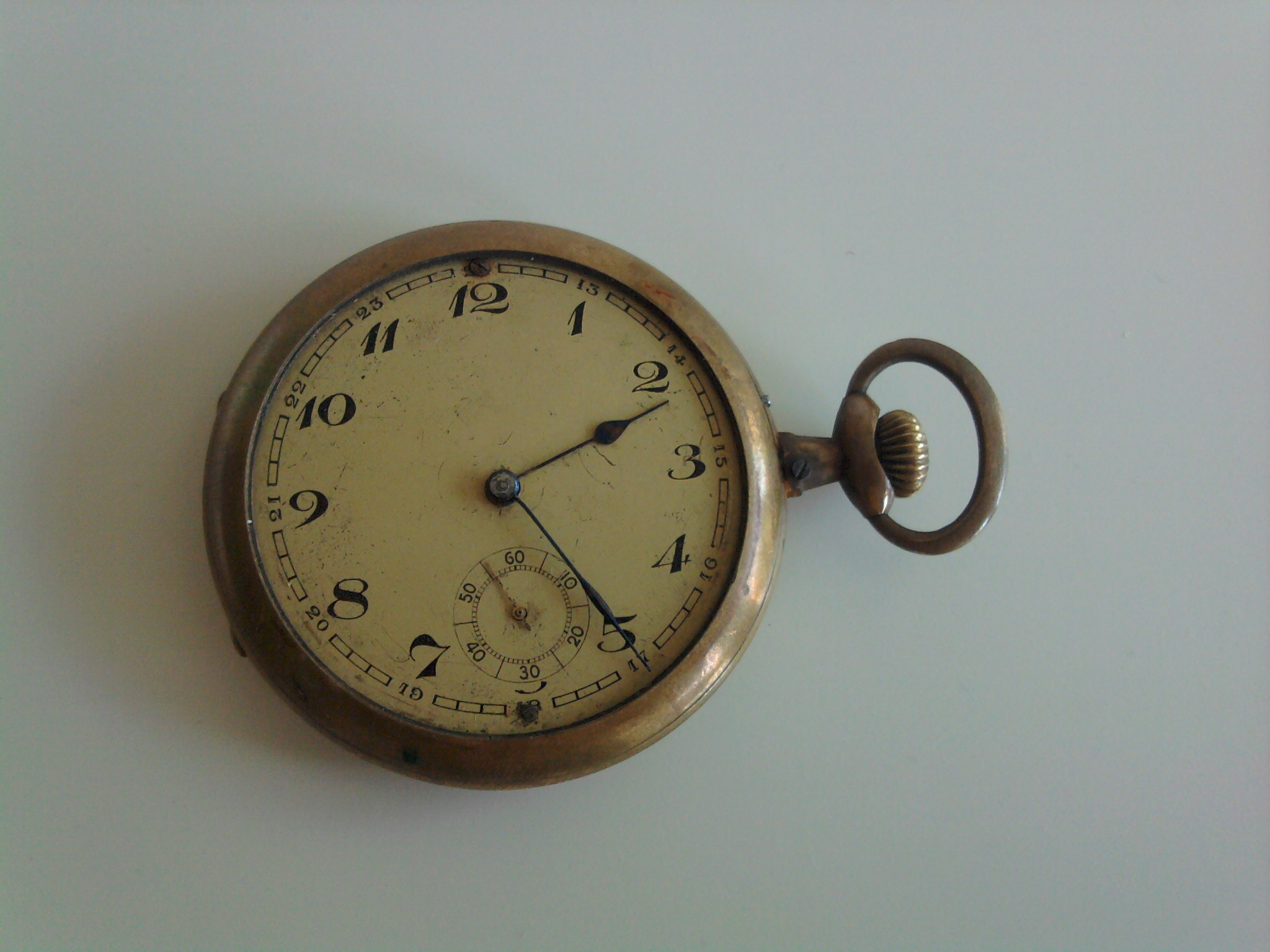
Кишеньковий годинник Zenith c. 1900–1910 (оригінальний механізм, але без оригінального корпусу)
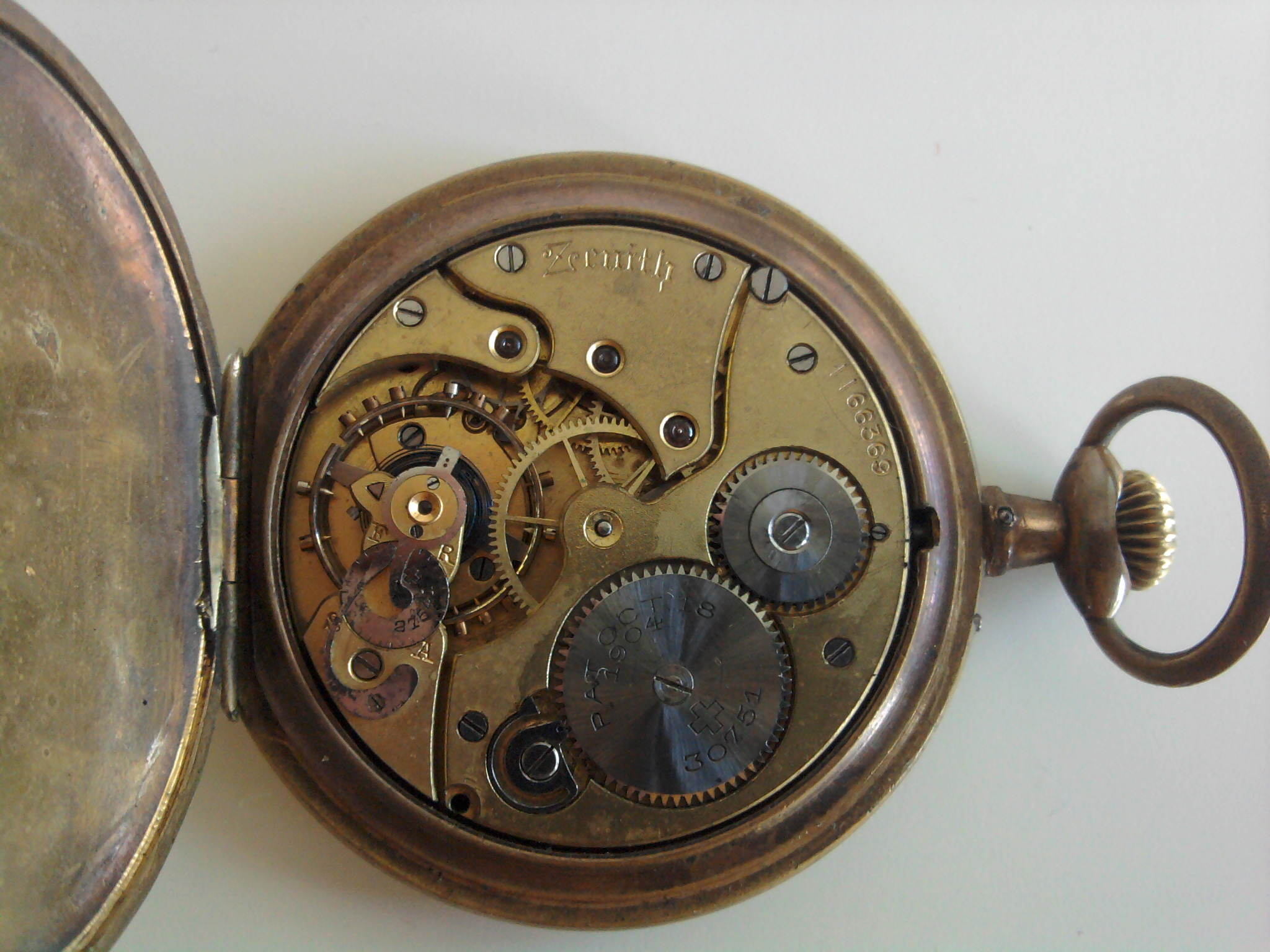
Внутрішня частина кишенькового годинника Zenith c. 1900–1910 (оригінальний механізм, але без оригінального корпусу)

## Відомі меценати та власники
Магатма Ґанді володів кишеньковим годинником Zenith з функцією будильника, який йому подарувала Індіра Ганді, 3-й прем'єр-міністр Індії. 5 березня 2009 року кишеньковий годинник разом з деякими іншими особистими речами Ганді були продані з аукціону Antiquorum у Нью-Йорку, загальна сума яких була 2 096 000 доларів США. Лідер робітничої партії Курдистану Абдулла Оджалан мав на собі годинник Zenith, коли його затримала турецька влада.